# Воррен (Міннесота)
Воррен (англ. Warren) — місто (англ. city) в США, в окрузі Маршалл штату Міннесота. Населення — 1605 осіб (2020).

## Географія
Воррен розташований за координатами 48°11′38″ пн. ш. 96°46′8″ зх. д. / 48.19389° пн. ш. 96.76889° зх. д. (48.193902, -96.768954).  За даними Бюро перепису населення США в 2010 році місто мало площу 3,72 км², уся площа — суходіл.

### Клімат
Місто знаходиться у зоні, котра характеризується вологим континентальним кліматом з теплим літом. Найтепліший місяць — липень із середньою температурою 20 °C (68 °F). Найхолодніший місяць — січень, із середньою температурою -16.4 °С (2.4 °F).
| Клімат Воррена          | Клімат Воррена | Клімат Воррена | Клімат Воррена | Клімат Воррена | Клімат Воррена | Клімат Воррена | Клімат Воррена | Клімат Воррена | Клімат Воррена | Клімат Воррена | Клімат Воррена | Клімат Воррена | Клімат Воррена |
| Показник                | Січ.           | Лют.           | Бер.           | Квіт.          | Трав.          | Черв.          | Лип.           | Серп.          | Вер.           | Жовт.          | Лист.          | Груд.          | Рік            |
| Абсолютний максимум, °C | 7,2            | 16,7           | 21,7           | 36,7           | 36,7           | 37,8           | 40,6           | 40             | 37,8           | 33,3           | 23,9           | 12,2           | 40,6           |
| Середній максимум, °C   | −10,8          | −7,1           | 0              | 11,1           | 19,6           | 24,4           | 27,2           | 26,8           | 20,9           | 13,1           | 1,7            | −7             | 10             |
| Середня температура, °C | −16,4          | −13,3          | −5,6           | 4,7            | 12,2           | 17,4           | 20             | 19,1           | 13,6           | 6,5            | −3,3           | −12,1          | 3,6            |
| Середній мінімум, °C    | −22,1          | −19,4          | −11,5          | −1,8           | 4,7            | 10,5           | 12,8           | 11,4           | 6,3            | 0              | −8,3           | −17,3          | −2,9           |
| Абсолютний мінімум, °C  | −41,7          | −44,4          | −38,9          | −27,8          | −7,8           | −3,3           | 2,8            | −1,1           | −7,2           | −15,6          | −36,7          | −37,8          | −44,4          |
| Норма опадів, мм        | 20             | 14             | 23             | 31             | 62             | 86             | 74             | 67             | 57             | 39             | 23             | 18             | 515            |
| Днів з опадами          | 6              | 5              | 5              | 5              | 8              | 10             | 9              | 8              | 7              | 6              | 5              | 6              | 80             |
| Днів з дощем            | 6,1            | 5              | 5,3            | 6              | 8              | 10,1           | 9,1            | 8,1            | 7,7            | 5,6            | 5,2            | 5,7            | 86,4           |
| ----------------------- | -------------- | -------------- | -------------- | -------------- | -------------- | -------------- | -------------- | -------------- | -------------- | -------------- | -------------- | -------------- | -------------- |
| Джерело: Weatherbase    |                |                |                |                |                |                |                |                |                |                |                |                |                |

## Демографія
Згідно з переписом 2010 року, у місті мешкали 1563 особи в 681 домогосподарстві у складі 418 родин. Густота населення становила 420 осіб/км².  Було 743 помешкання (199/км²).
Расовий склад населення:
| - 97,2 % — білих - 0,4 % — чорних або афроамериканців - 0,3 % — корінних американців - 0,3 % — азіатів - 1,2 % — осіб інших рас |

До двох чи більше рас належало 0,5 %. Частка іспаномовних становила 2,6 % від усіх жителів.
За віковим діапазоном населення розподілялося таким чином: 23,2 % — особи молодші 18 років, 53,3 % — особи у віці 18—64 років, 23,5 % — особи у віці 65 років та старші. Медіана віку мешканця становила 44,5 року. На 100 осіб жіночої статі у місті припадало 90,4 чоловіків;  на 100 жінок у віці від 18 років та старших — 86,2 чоловіків також старших 18 років.
Середній дохід на одне домашнє господарство  становив 59 933 долари США (медіана — 50 357), а середній дохід на одну сім'ю — 74 134 долари (медіана — 63 047). Медіана доходів становила 44 938 доларів для чоловіків та 29 688 доларів для жінок. За межею бідності перебувало 9,4 % осіб, у тому числі 13,1 % дітей у віці до 18 років та 10,9 % осіб у віці 65 років та старших.
Цивільне працевлаштоване населення становило 792 особи. Основні галузі зайнятості: освіта, охорона здоров'я та соціальна допомога — 27,0 %, виробництво — 10,9 %, будівництво — 9,1 %, сільське господарство, лісництво, риболовля — 8,8 %.